# Eugenio Arenaza
Eugenio "Mono" Arenaza fue un futbolista peruano que se desempeñó como guardameta. Destacó a nivel continental a fines de la década de 1940 y durante gran parte de la década de 1950.

## Trayectoria
Fue uno de los mejores arqueros que han llegado al fútbol mexicano. Surgido en el club Club Atlético Telmo Carbajo para luego fichar por Alianza lima y River Plate de Argentina. Posteriormente, se convirtió en un ídolo histórico del Club León al salir dos veces campeón nacional y formar parte del Campeonísimo León, siendo el portero más ganador en la historia del club. Es también uno de los porteros más ganadores en la historia del futbol mexicano totalizando 8 títulos con Leon y Club Deportivo Marte donde entre ellos destacan 3 títulos nacionales.
Se hizo tan ídolo del Club León que acabó teniendo una calle con su nombre en Villas de San Juan, una colonia de las afueras de León, una calle fue bautizada textualmente con el nombre de Eugenio El Mono Arenaza, como para ratificar la huella que dejaron sus atajadas en un club que en sus 70 años de historia lo recuerda con cariño y casi devoción. 

## Clubes como futbolista
| Club             | País      | Año       |
| ---------------- | --------- | --------- |
| Telmo Carbajo    | Perú      | 1940-1942 |
| Alianza Lima     | Perú      | 1943-1944 |
| River Plate      | Argentina | 1945-1946 |
| León             | México    | 1946-1949 |
| América          | México    | 1950-1951 |
| Oro              | México    | 1951-1953 |
| Marte            | México    | 1953-1954 |
| Deportivo Toluca | México    | 1954-1955 |
| Cuautla          | México    | 1955-1958 |

## Palmarés
| Título               | Club                 | País   | Año     |
| -------------------- | -------------------- | ------ | ------- |
| Liga MX              | Club León            | México | 1947-48 |
| Campeón de Campeones | Club León            | México | 1947    |
| Liga MX              | Club León            | México | 1948-49 |
| Campeón de Campeones | Club León            | México | 1948    |
| Copa México          | Club León            | México | 1948    |
| Campeonísimo         | Club León            | México | 1949    |
| Liga MX              | Club Deportivo Marte | México | 1953    |
| Campeón de Campeones | Club Deportivo Marte | México | 1953    |